# Jerzy Dymkowski

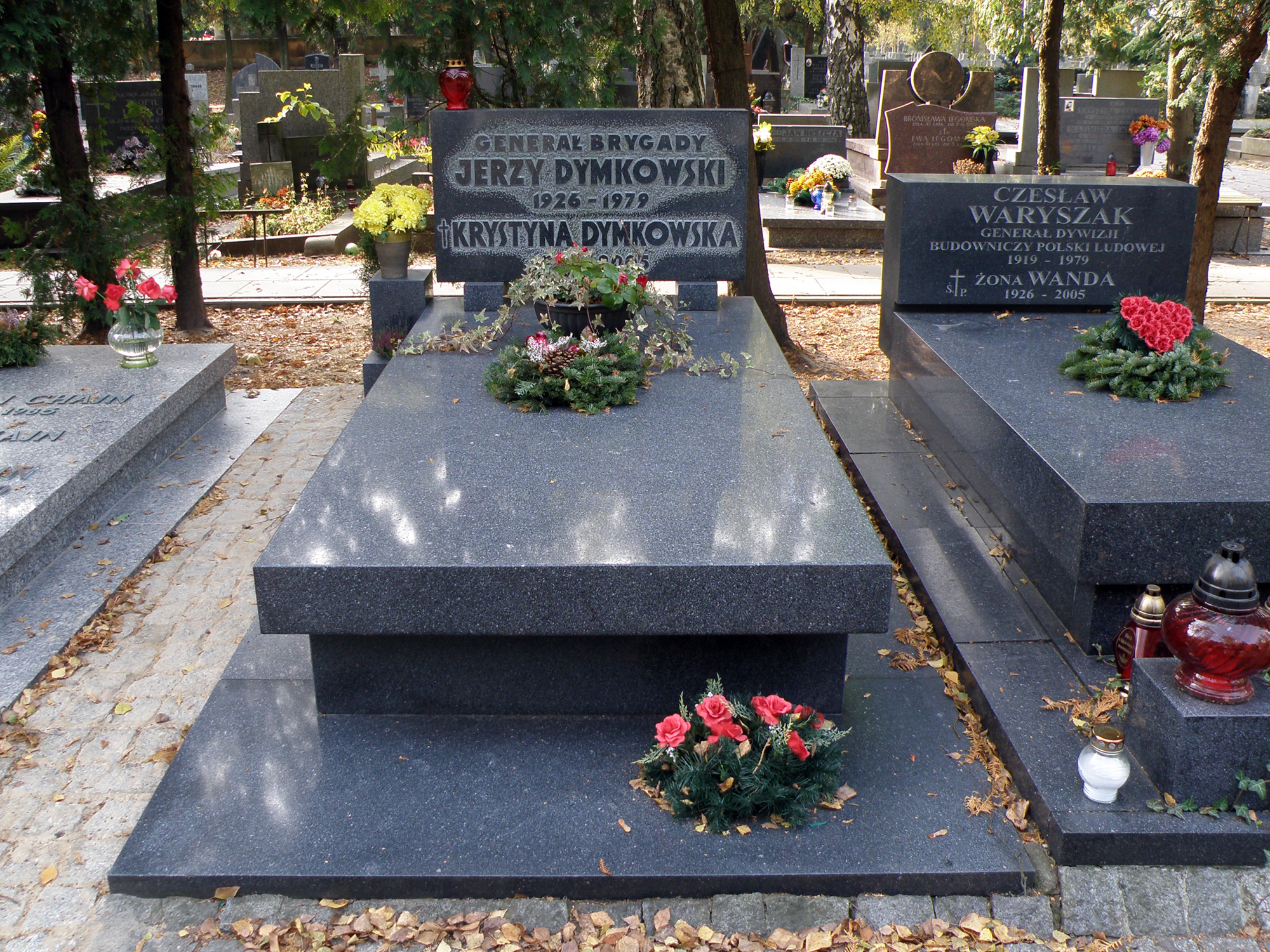
Grób gen. Jerzego Dymkowskiego i jego żony Krystyny na Cmentarzu Wojskowym na Powązkach

Jerzy Dymkowski (ur. 14 listopada 1926 w Rembertowie, zm. 6 kwietnia 1979 w Warszawie) – generał brygady ludowego Wojska Polskiego.

## Życiorys
Syn Piotra (1893-1942), pracownika PKP, zabitego przez żandarmów niemieckich i Władysławy Heleny ze Skłodowskich (1893-1957). Od 1933 uczył się w szkole powszechnej w Rembertowie. Od 1941 uczęszczał do Państwowej Szkoły Ślusarsko-Mechanicznej w Warszawie, równocześnie pracując w fabryce samolotów "Junkers". Z powodu zagrożenia aresztowaniem wyjechał do Lublina. Tam, 14 sierpnia 1944 wstąpił ochotniczo do ludowego WP. Został wcielony jako strzelec w 6 Pułku Piechoty 2 Dywizji Piechoty 1 Armii WP. Walczył na przyczółku warecko-magnuszewskim (od 16 sierpnia do 12 września 1944), na przyczółku żoliborskim (15 - 22 września 1944) i pod Żeraniem w październiku 1944, gdzie został ciężko ranny w lewe kolano i szyję. Po wyleczeniu w Szpitalu Polowym w Wiązownej pod koniec grudnia 1944 powrócił do służby i został skierowany do batalionu wyzdrowieńców w 3 Zapasowym Pułku Piechoty. Od 13 stycznia 1945 służył w 10 Pułku Piechoty 4 Dywizji Piechoty im. Jana Kilińskiego, brał udział w walkach o wyzwolenie Warszawy (16-17 stycznia 1945), na Wale Pomorskim (29 stycznia - 11 lutego 1945) i pod Kołobrzegiem (7-16 marca 1945), gdzie był ponownie ciężko ranny. Przebywał początkowo w szpitalu w Wałczu, a następnie w Złotowie. Po wyleczeniu ran został w maju 1945 skierowany na Punkt Przesyłkowy nr 1 do Warszawy. W czerwcu i lipcu 1945 uczestniczył w walkach z podziemiem niepodległościowym na Białostocczyźnie.
W lipcu 1945 rozpoczął służbę w 3 Pułku Piechoty 1 Warszawskiej Dywizji Piechoty, jako starszy pisarz kwatermistrzostwa pułku i pełniący obowiązki szefa kancelarii. Od sierpnia 1946 służył w stopniu chorążego w korpusie oficerów administracji i był szefem pułkowego magazynu żywnościowego. W listopadzie 1946 został szefem kancelarii kwatermistrzostwa 1 Warszawskiej Dywizji Piechoty. Od końca lutego 1947 oficer mundurowo-taborowy w 2 Pułku Piechoty w Legionowie. Wiosną 1947 brał udział w akcji „Wisła” przeciwko oddziałom ukraińskiego podziemia zbrojnego. W 1949 przebywał na Wyższym Kursie Kwatermistrzostwa w Centrum Wyszkolenia Kwatermistrzowskiego, po ukończeniu którego pracował w Departamencie Organizacji i Planowania MON, na stanowisku starszego pomocnika kierownika sekcji organizacyjnej wydziału organizacyjno-mobilizacyjnego. Od 1950 służył w Sztabie Głównego Kwatermistrzostwa, gdzie był kolejno pomocnikiem szefa wydziału organizacyjnego (1950-1952), pomocnikiem szefa wydziału organizacji tyłów Oddziału I Organizacyjnego (1952) i szefem wydziału organizacyjnego Oddziału Organizacyjnego (1952-1955). W latach 1955–1957 przebywał na Kursie Operacyjnym Kwatermistrzostwa Akademii Sztabu Generalnego WP, który ukończył we wrześniu 1957 z oceną bardzo dobrą. Jednocześnie uzupełnił wykształcenie ogólne zdając w 1958 egzaminy maturalne w Liceum Ogólnokształcącym dla Pracujących w Rembertowie. 
Od października 1957 szef wydziału organizacji i planowania w Sztabie Kwatermistrzostwa Pomorskiego Okręgu Wojskowego w Bydgoszczy, a od maja 1959 szef Oddziału I Organizacyjnego w Sztabie Głównego Kwatermistrzostwa WP (przekształconego w 1961 w Oddział I Operacyjno-Organizacyjny). W 1965 awansował na pułkownika, a w lipcu 1966 został zastępcą szefa Sztabu Głównego Kwatermistrzostwa WP ds. operacyjno-organizacyjnych. Od stycznia 1967 był kwatermistrzem - zastępcą dowódcy Warszawskiego Okręgu Wojskowego. 
9 października 1968 na mocy uchwały Rady Państwa awansowany na generała brygady - nominację otrzymał 12 października 1968 w Belwederze od przewodniczącego Rady Państwa Mariana Spychalskiego. Od września 1970 szef Sztabu Głównego Kwatermistrzostwa WP, a od października 1972 zastępca Głównego Kwatermistrza WP. W 1971 przebywał na dwumiesięcznym Kursie Operacyjno-Strategicznym w Wojskowej Akademii Sztabu Generalnego Sił Zbrojnych ZSRR im. K. Woroszyłowa w Moskwie. Od lipca 1974 do sierpnia 1977 attaché wojskowy, morski i lotniczy przy Ambasadzie PRL w ZSRR. Od maja 1978 roku szef Zarządu Organizacyjnego w Sztabie Generalnym WP. Podczas służby otrzymywał bardzo dobre opinie i oceny.
Zmarł na zawał. Pochowany z honorami 10 kwietnia 1979 na Cmentarzu Komunalnym (d. Wojskowy) na Powązkach (kwatera A4-tuje-17), pożegnany przez delegację MON z wiceministrami obrony gen. broni Józefem Urbanowiczem, gen. broni Mieczysławem Obiedzińskim i gen. broni Zbigniewem Nowakiem. W imieniu kierownictwa MON mowę pogrzebową wygłosił z-ca szefa Sztabu Generalnego WP gen. dyw. Antoni Jasiński.

## Awanse
W trakcie wieloletniej służby w ludowym Wojsku Polskim otrzymywał awanse na kolejne stopnie wojskowe:
- chorąży - 1946
- podporucznik - 1948
- porucznik - 1950
- kapitan - 1952
- major - 1956
- podpułkownik - 1960
- pułkownik - 1965
- generał brygady - 1968

## Życie prywatne
Mieszkał w Warszawie. Od 1946 był żonaty z Krystyną Janiną z domu Kaczyńską (1928-2005). Małżeństwo miało dwie córki.

## Odznaczenia
- Krzyż Komandorski Orderu Odrodzenia Polski (1972)
- Krzyż Kawalerski Orderu Odrodzenia Polski (1963)
- Order Krzyża Grunwaldu III klasy (1968)
- Krzyż Walecznych (1945)
- Złoty Krzyż Zasługi (1959)
- Brązowy Krzyż Zasługi (1946)
- Medal za Warszawę 1939–1945
- Medal za Odrę, Nysę, Bałtyk
- Medal „Za udział w walkach o Berlin” (1967)
- Medal 10-lecia Polski Ludowej
- Medal 30-lecia Polski Ludowej
- Złoty Medal „Siły Zbrojne w Służbie Ojczyzny” (1968)
- Srebrny Medal Siły Zbrojne w Służbie Ojczyzny
- Brązowy Medal Siły Zbrojne w Służbie Ojczyzny
- Złoty Medal „Za zasługi dla obronności kraju” (1973)
- Srebrny Medal Za zasługi dla obronności kraju
- Brązowy Medal Za zasługi dla obronności kraju
- Złota odznaka honorowa „Za Zasługi dla Warszawy” (1977)[4]
- Order Czerwonego Sztandaru (ZSRR)
- Order Wojny Ojczyźnianej I klasy (ZSRR, 1968)
- Medal „Za wyzwolenie Warszawy” (ZSRR)
- Medal „Za zdobycie Berlina” (ZSRR)
- Medal „Za zwycięstwo nad Niemcami w Wielkiej Wojnie Ojczyźnianej 1941-1945"
- Medal 25-lecia Bułgarskiej Armii Ludowej (Bułgaria, 1969)
- inne odznaczenia